# The Old Curiosity Shop (film 1913)
The Old Curiosity Shop è un film muto del 1913 diretto da Thomas Bentley.

## Trama
Un usuraio nano impedisce a un uomo ricco di rintracciare il fratello e la nipote poveri.

## Produzione
Il film fu prodotto dalla Hepworth.

## Distribuzione
Distribuito dalla Renters, il film uscì nelle sale cinematografiche britanniche nel dicembre 1913. La Blinkhorn Photoplays lo distribuì negli Stati Uniti il 6 aprile 1914 in una versione di quattro rulli.
Fu distrutto nel 1924 dallo stesso produttore, Cecil M. Hepworth. Fallito, in gravissime difficoltà finanziarie, Hepworth pensò in questo modo di poter almeno recuperare il nitrato d'argento della pellicola.